# Airon-Saint-Vaast
Airon-Saint-Vaast je francouzská obec v departementu Pas-de-Calais v regionu Hauts-de-France. V roce 2011 zde žilo 197 obyvatel.

## Vývoj počtu obyvatel
Počet obyvatel 